# Momoria clarkei
Momoria clarkei är en insektsart som beskrevs av Blocker 1979. Momoria clarkei ingår i släktet Momoria och familjen dvärgstritar. Inga underarter finns listade i Catalogue of Life.